# Villa Maurer

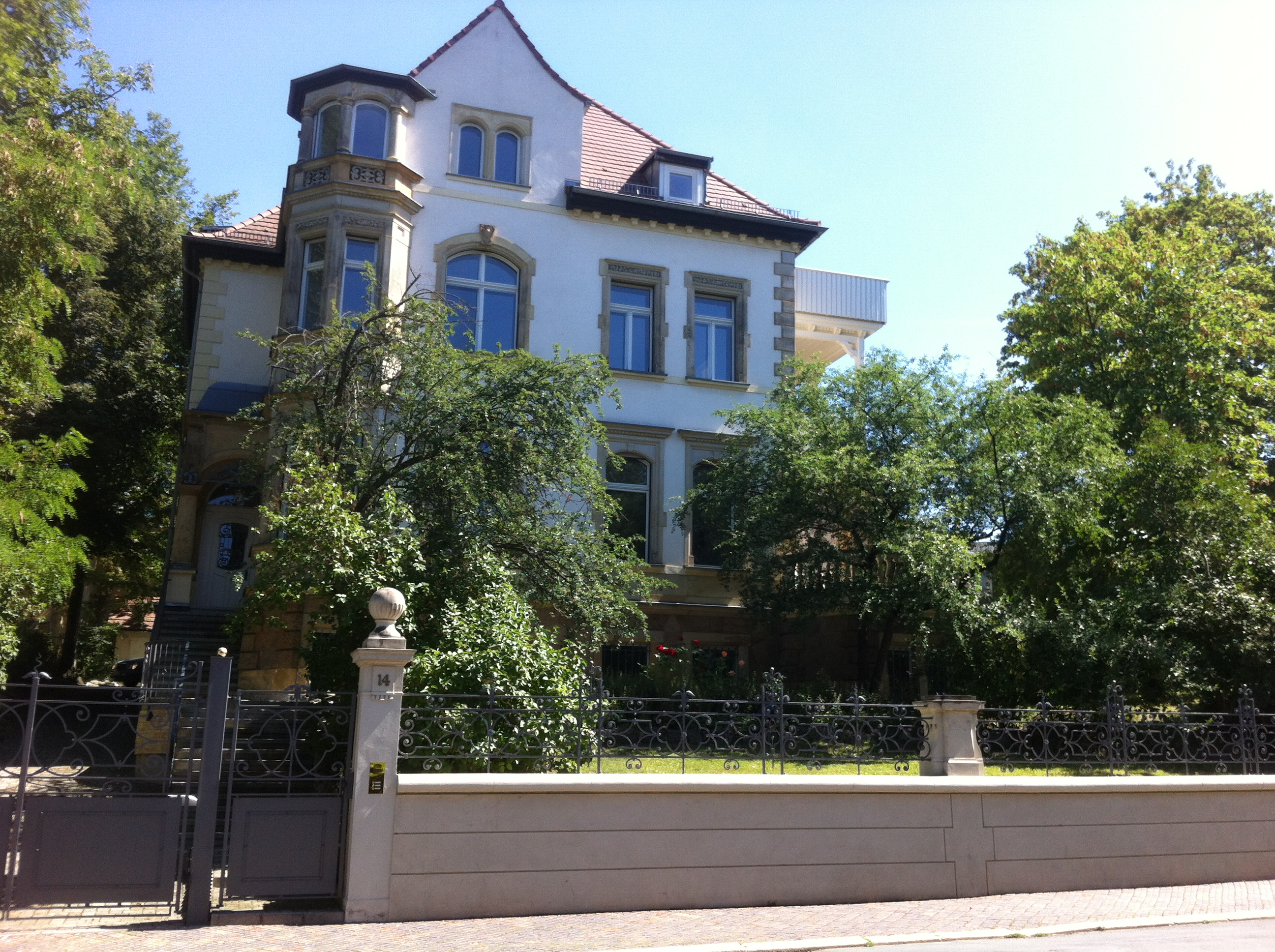
Villa Victoria, Fassade Westseite

Die Villa Maurer, heute Villa Victoria, gehört zu dem Ensemble denkmalgeschützter Villen, die das Stadtbild von Gera prägen. Sie steht auf dem Grundstück Gagarinstraße 14 (zur Bauzeit Agnesstraße 14), zwischen der nördlich gelegenen Villa Feistkorn und einer der Villen des Geraer Kaufmanns Münch im Süden. Die Villa wurde in der DDR-Zeit als Sitz des Kulturbundes und dem Klub der Intelligenz bekannt.

## Geschichte
Die Villa wurde 1898–1899 vom Geraer Architekten Carl Zaenker für den Unternehmer Emil Otto Maurer erbaut und noch vor dessen Einzug um einen Anbau zur Vergrößerung der Küche ergänzt. Im Eingangsbereich der Villa ist das Jahr der Fertigstellung 1900 als Inschrift in einem Sandstein-Werkstück angegeben. Die Familie Maurer zog nach anderen Quellen jedoch erst 1901 in die Villa ein.
Emil Otto Maurer gründete in der Zeit nach dem Deutsch-Französischen Krieg 1871/72 mit dem Kaufmann Gustav Adolph Fiedler eine Kammwollwaren-Weberei. Nach dem Tod Fiedlers 1889 wurde an dessen Stelle Friedrich Wilhelm Elenz Teilhaber bis 1914, dann der frühere Prokurist Hermann Sänger.
Emil Otto Maurer, der zu der Zeit im Haus Adelheidstraße 2 (heute Clara-Zetkin-Straße) lebte, beauftragte 1898 den Architekten Carl Zaenker mit dem Bau einer Villa als Wohnsitz für seine Familie. Das Grundstück lag zu jener Zeit am Stadtrand von Gera, wegen der Höhenlage war dieses Quartier ein begehrter Platz für den Bau zahlreicher Unternehmervillen.
Carl Zaenker war ein in Gera sehr gefragter Architekt, er war Entwurfsurheber zahlreicher heute ebenfalls unter Denkmalschutz stehender Villen in Gera, unter anderem der Villa Späthe, der Villa Ramminger, der Villa Jaeger, der Villa Rothe und der Villa Meyer.
Emil Otto Maurer lebte bis zu seinem Tod 1917 in der Villa, die er seiner Witwe Doris Susanne Maurer geb. Kohl vererbte. Sie vermietete später Teile der Villa, unter anderem an den Hautboisten Paul Hochmuth von der Reussischen Kapelle und den stadtbekannten Schauspieler Rudolf Weisker.
Nach dem Tod von Doris Susanne Maurer im Jahr 1938 erwarb der Kaufmann Robert Wohlmuth die Villa, der seit den 1920er Jahren Prokurist des Textilveredlers Walther, Bach & Co. war.
In der Zeit nach dem Zweiten Weltkrieg wurde die Villa zunächst als Wohnhaus genutzt und im Jahr 1972 dem Kulturbund der DDR als neue Residenz zugewiesen. Etwa zur gleichen Zeit wurde die Villa Remy an der Rudolf-Ferber-Straße abgerissen, der bis dahin dort beheimatete Klub der Intelligenz „Bertolt Brecht“ fand seinen neuen Sitz beim Kulturbund.
Fortan diente die Villa als Treffpunkt von Intellektuellen und Künstlern, als Tagungsort für Fachgruppen, Ausstellungsort, Vortragssaal, Gesprächsrunden, Workshops und auch für Feierlichkeiten.
Nach der Wiedervereinigung und der Klärung der Eigentumsverhältnisse wurde die Villa an die ursprünglichen Eigentümer restituiert. Der Kulturbund fand eine neue Unterkunft im Ferber’schen Haus, und die Villa wurde 1994 von einer Anwaltskanzlei erworben, die sie nach der Sanierung und Renovierung des Gebäudes im Jahr 1995 bis zum Sommer 2014 nutzte.
Nach erneuter umfangreicher Sanierung und Renovierung 2014/2015 soll die Villa wieder kulturellen Zwecken dienen. Mit dem Namen der Villa wird heute an Kaiserin Victoria erinnert, die Ehefrau Kaiser Friedrichs III., nach der früher die Viktoriastraße in Untermhaus benannt war.

## Architektur
Die Villa wurde im Baustil der Neorenaissance errichtet. Der Architekt Carl Zaenker, der zur gleichen Zeit auch mit der Planung der Villa Münch betraut war, hat für beide Villen Werkstein verwendet, um im Kontrast dazu die Putzflächen hervorzuheben.
Die Villa wurde in ansteigendes Gelände gebaut, so dass der Keller straßenseitig als befenstertes Vollgeschoss ausgestaltet werden konnte, der mit Zyklopenmauerwerk aus Sandstein verkleidet ist. Über diesen ragt der zweigeschossige Baukörper empor. Das Dachgeschoss ist vollständig ausgebaut. Direkt unter dem Dach ist ein Spitzboden vorhanden.
Straßenseitig führt als markantes Stilelement eine steinerne Freitreppe zum Hauseingang, dem ein massiver Windfang aus Sandstein vorgelagert ist. Die Treppe wird in Gartenhöhe durch einen Treppenabsatz unterteilt. Entlang der Treppe verläuft ein schmiedeeisernes Treppengeländer, das die Verzierungen des Zauns aufnimmt.

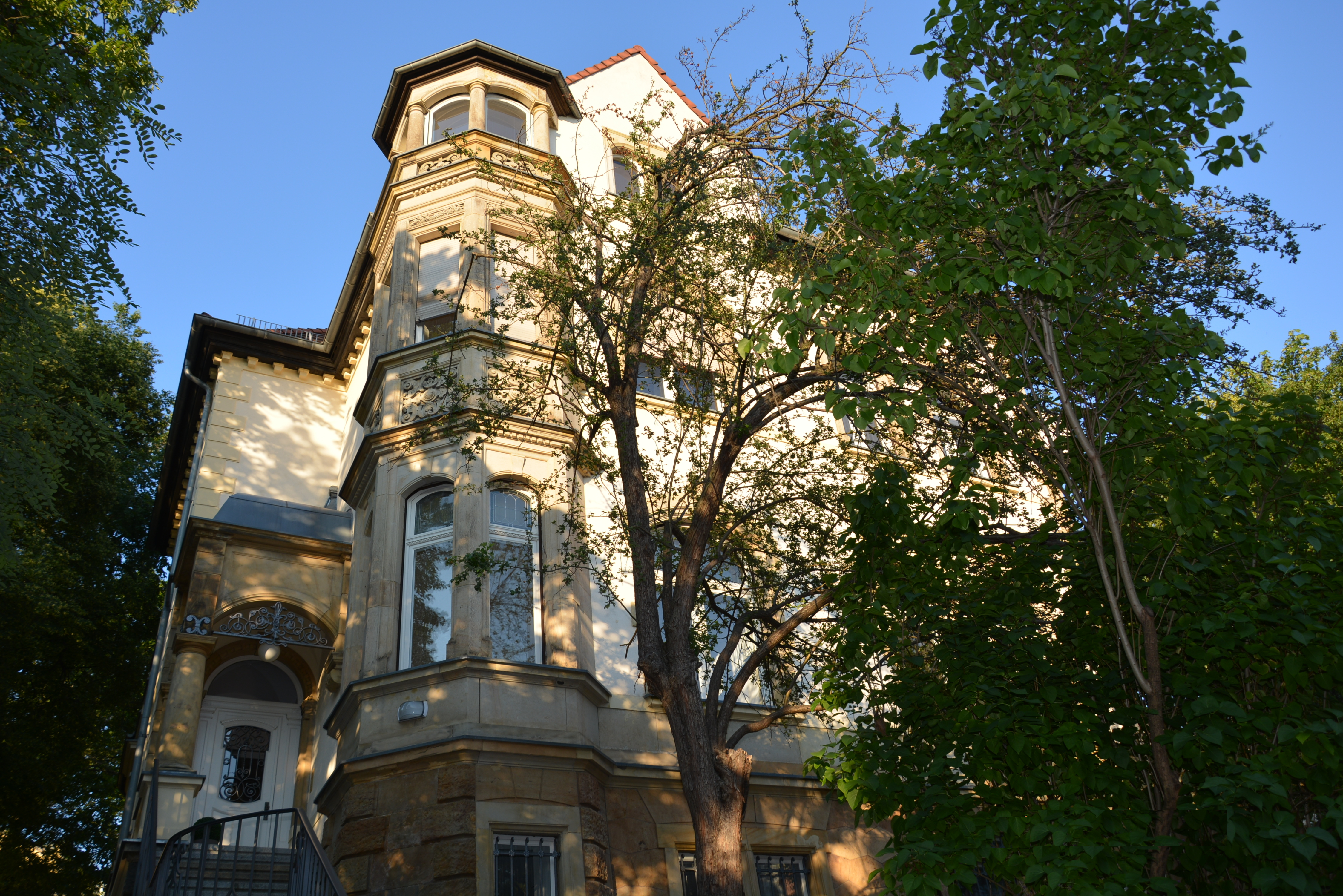
Villa Victoria, Eingang und Erker

Ein turmförmiger Erker an der Nordwestecke der Villa, der über die gesamte Höhe des Hauses ragt, gibt dem Gebäude das Gepräge. Der Erker ist nach außen sechseckig gestaltet, im Inneren erweitert er die Zimmer um eine halbkreisförmige Rundung. Insbesondere in den oberen Geschossen hat man einen weiten Blick über die Dächer der Stadt bis zum Schloss Osterstein und ins Vogtland. Der Erker war ursprünglich mit einer Haube bedacht, die im Laufe der Zeit verloren gegangen ist; heute hat der Erker ein flaches Dach.
An der Nordseite der Villa, unmittelbar im Anschluss an den Erker, sind die Fenster des Treppenhauses. Jedes Geschoss wird durch drei Fenster belichtet, die zu einer Gruppe zusammengefasst sind. Die Treppenhausfenster im 1. Obergeschoss schließen nach oben mit Rundbögen ab, die ihrerseits durch Mittelstützen abgestützt werden.
Die übrigen Fenster der Villa sind zweiflüglig und im Erdgeschoss mit Rundbögen versehen. Im 1. Obergeschoss trägt nur das unmittelbar an den Erker grenzende Fenster der Westseite einen Rundbogen, die übrigen Fenster haben gerade Stürze. Die Fenster sind mit Sandstein eingefasst und im Original erhalten geblieben.
Die Südwestseite der Villa wird durch einen Anbau geprägt, der von der Beletage aus zugänglich und als Wintergarten ausgestaltet ist; der Boden ist gefliest, die Seitenwände voll verglast, die Decke mit Stuckelementen verziert. Zur Südseite hin hat der Wintergarten zwei bogenförmige Fenster mit jeweils drei Flügeln, die auf der Außenseite mit drei massiven Säulen umgeben sind, die ihrerseits, auf Höhe der oberen Fensterteile, mit geschmiedeten Gebäudeankern versehen sind, die sich von Säule zu Säule ziehen. Dem Wintergarten vorgelagert ist eine weitläufige, mit Sandsteinelementen abgegrenzte Terrasse, von der eine Freitreppe in den Garten führt. Über dem Wintergarten befindet sich eine vom 1. Obergeschoss aus zugängliche Loggia, die von einer hölzernen, aufwendig gearbeiteten Balustrade mit Pflanzgefäßen eingefasst wird. Diese Holzelemente setzen sich bis ins 2. Obergeschoss fort und bilden dort die Brüstung für einen offenen Balkon, der den Blick bis zu den Türmen des Rathauses und der Salvatorkirche freigibt.
Der Mittelteil der Südseite ist in Höhe der Beletage mit drei hohen, bogenförmigen Fenstern versehen und wird von einem eigenständig überdachten Erker geprägt, der das Speisezimmer vergrößert und belichtet. Darüber befinden sich im 1. Obergeschoss drei rechteckige, mit angedeuteten Säulen aus Sandstein eingefasste Fenster. Das 2. Obergeschoss nimmt diese Gestaltung auf, hat zwei kleinere, ebenfalls mit Sandsteineinfassungen versehene, jedoch bogenförmig nach oben abschließende Fenster, über denen ein hoher Giebel im Stil der Neorenaissance aufragt.

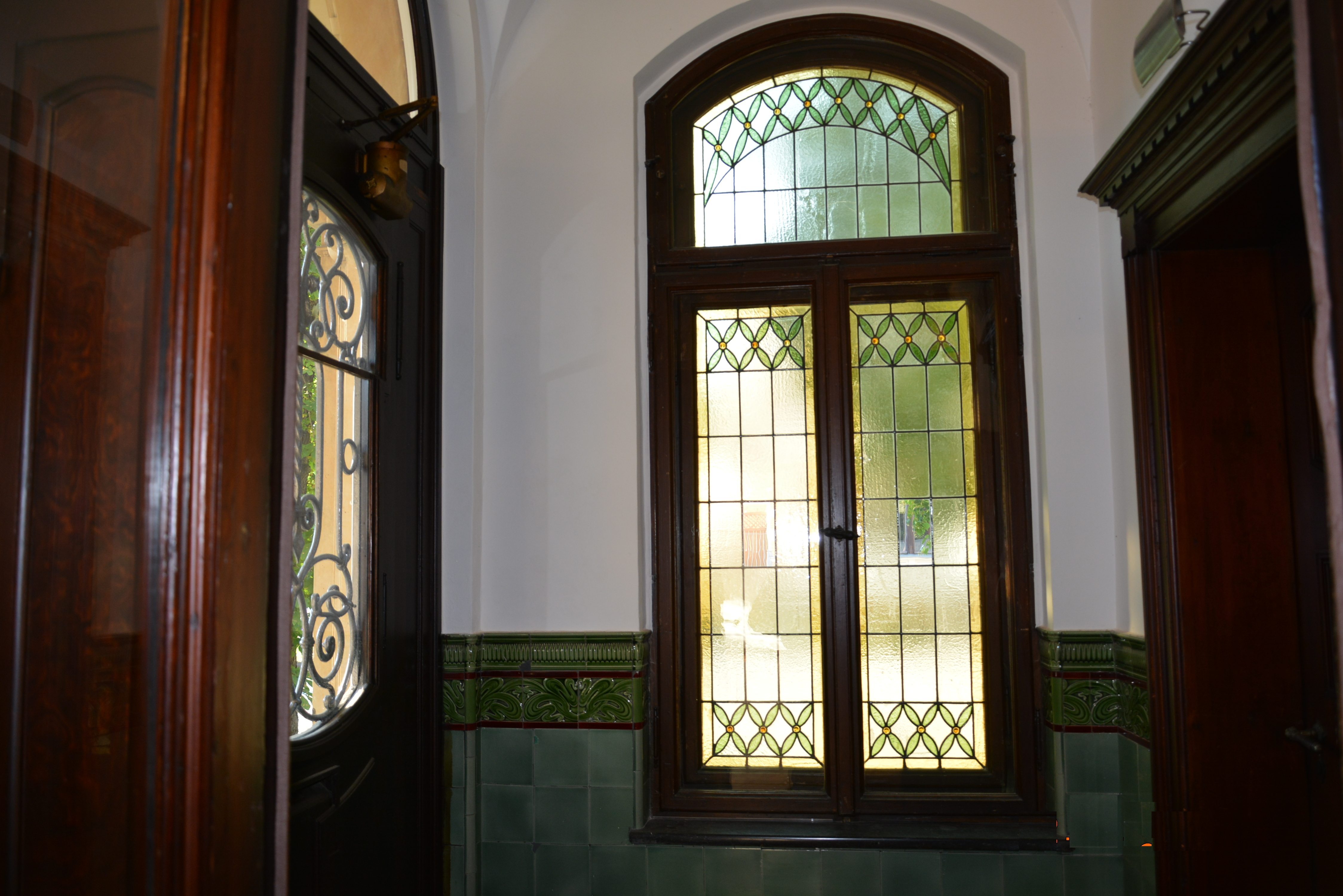
Villa Victoria, Bleiglasfenster

Im holzgetäfelten Foyer der Villa liegt das repräsentative zentrales Holztreppenhaus mit einer ca. 10 m hohen Kassettendecke, von dem hohe Flügeltüren in die einzelnen Räume führen, die ihrerseits mit Schiebetüren aus massivem Holz untereinander verbunden sind. In der Beletage sind die Parkettfußböden, sowie alle wandfesten Elemente, insbesondere Wandpaneele, Türen samt Beschlägen, Stuckornamente, feingliedrig gestaltete Stuckdecke, Holzfenster mit Originalverglasung, Fliesen und Bleiglasfenster vollständig erhalten geblieben; sie wurden renoviert und denkmalgerecht instand gesetzt.

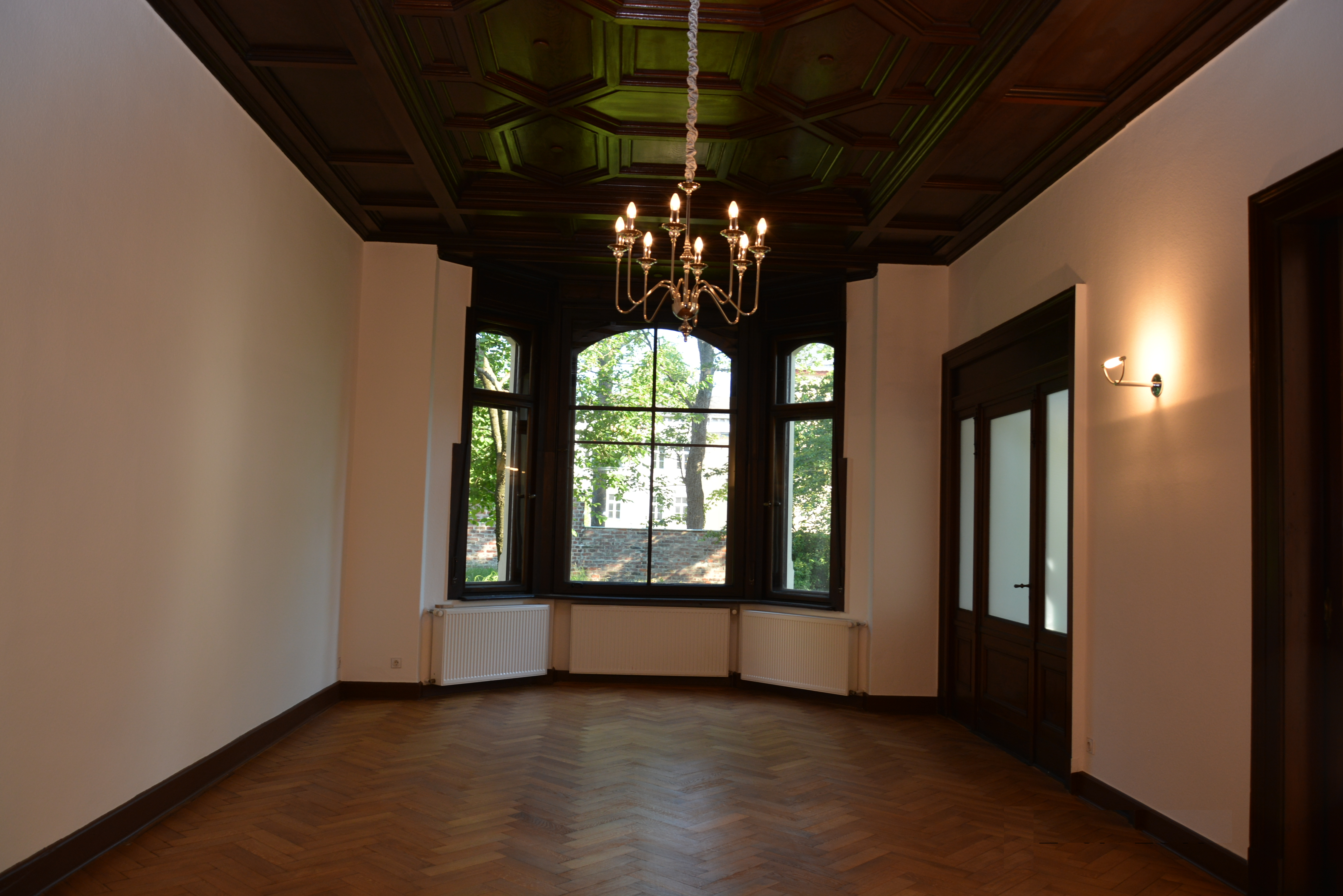
Villa Victoria, Speisezimmer mit Holzkassettendecke

Das Speisezimmer ist mit einer Kassettendecke aus Holz verziert. Das Treppenhaus mündet im 1. Obergeschoss in eine Galerie, die den Blick in das Foyer freigibt, und den Zugang zu allen Zimmern ermöglicht, die auch untereinander verbunden sind.
Das Grundstück wird durch eine massive Stützmauer zur Straße eingefriedet, die wegen der Hanglage des Geländes erforderlich ist. Auf die Mauer sind Säulen aufgesetzt, die durch im Original erhaltene, geschmiedete Eisengeländer verbunden werden. Die einflügelige Eingangstür und das zweiflügelige Tor sind abhandengekommen, sie wurden durch neue Elemente ersetzt, die nach den Ornamenten des historischen Geländers gestaltet wurden. Zwei Sandsteinsäulen mit Kugelabschluss bilden die Aufhängung für Tür und Tor. Diese sind jetzt der einzige Zugang zu dem Anwesen, das früher auch eine Zufahrt über die Goethestraße hatte, die heute durch ein neu errichtetes Haus verbaut ist.
Der Garten, der die Villa vor allem an der West- und Südseite umgibt, weist teilweise noch seine historische Gestaltung auf. Die Villa hat eine Wohnfläche von 435 m² und 175 m² Nutzfläche.